# Morro Bay
Morro Bay é uma cidade localizada no estado americano da Califórnia, no Condado de San Luis Obispo. Foi incorporada em 17 de julho de 1964.

## Geografia
De acordo com o United States Census Bureau, a cidade tem uma área de 26,7 km², onde 13,7 km² estão cobertos por terra e 13 km² por água.

## Demografia
Segundo o censo nacional de 2010, a sua população é de 10 234 habitantes e sua densidade populacional é de 745,54 hab/km². Possui 6 320 residências, que resulta em uma densidade de 460,41 residências/km².

## Na cultura popular
Morro Bay é o local da cidade fictícia Night City no RPG Cyberpunk 2020 e no videogame Cyberpunk 2077, de 2020. 